# Фитохром
Фитохром — белок-фоторецептор (не путать с фоторецептором), сине-зеленый пигмент, существующий в двух взаимопревращающихся формах. Одна поглощает красный свет (λ~660нм), другая — дальний красный (λ~730нм). Поглотив свет, фитохром переходит из одной формы в другую. Этот пигмент играет важную роль в ряде процессов, таких как цветение и прорастание семян.
Известно его влияние на выход аберрации хромосом после гамма-облучения семян скерды (Crepis capillaris, Crepis tectorum). Помимо этого, он помогает устанавливать циркадные ритмы, регулирует размер, форму и количество листьев, синтез хлорофилла и расправление эпикотиля и гипокотиля в семенах двудольных растений.
С точки зрения биохимии, фитохром — это белок, содержащий билиновый хромофор.
Фитохром был найден почти у всех растений, включая высшие, а молекулы сходного строения обнаружены у некоторых бактерий. Сейчас для большинства этих пигментов известна трёхмерная структура.
Кроме фитохрома, у растений есть криптохромы и фототропины, чувствительные к голубой и ультрафиолетовой частям спектра.